# Calamagrostis breweri
Calamagrostis breweri är en gräsart som beskrevs av George Thurber. Calamagrostis breweri ingår i släktet rör, och familjen gräs. Inga underarter finns listade i Catalogue of Life.

## Bildgalleri

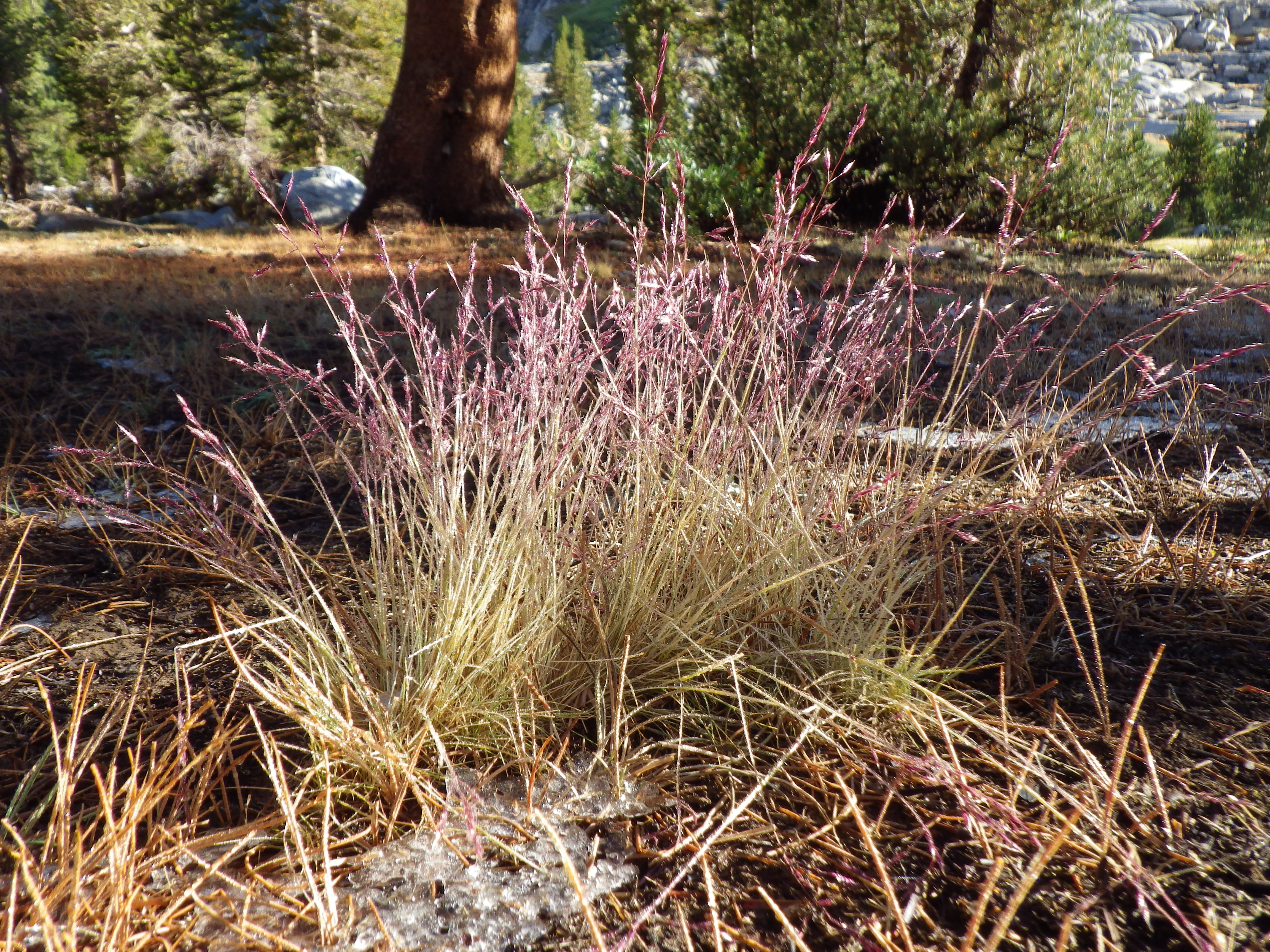
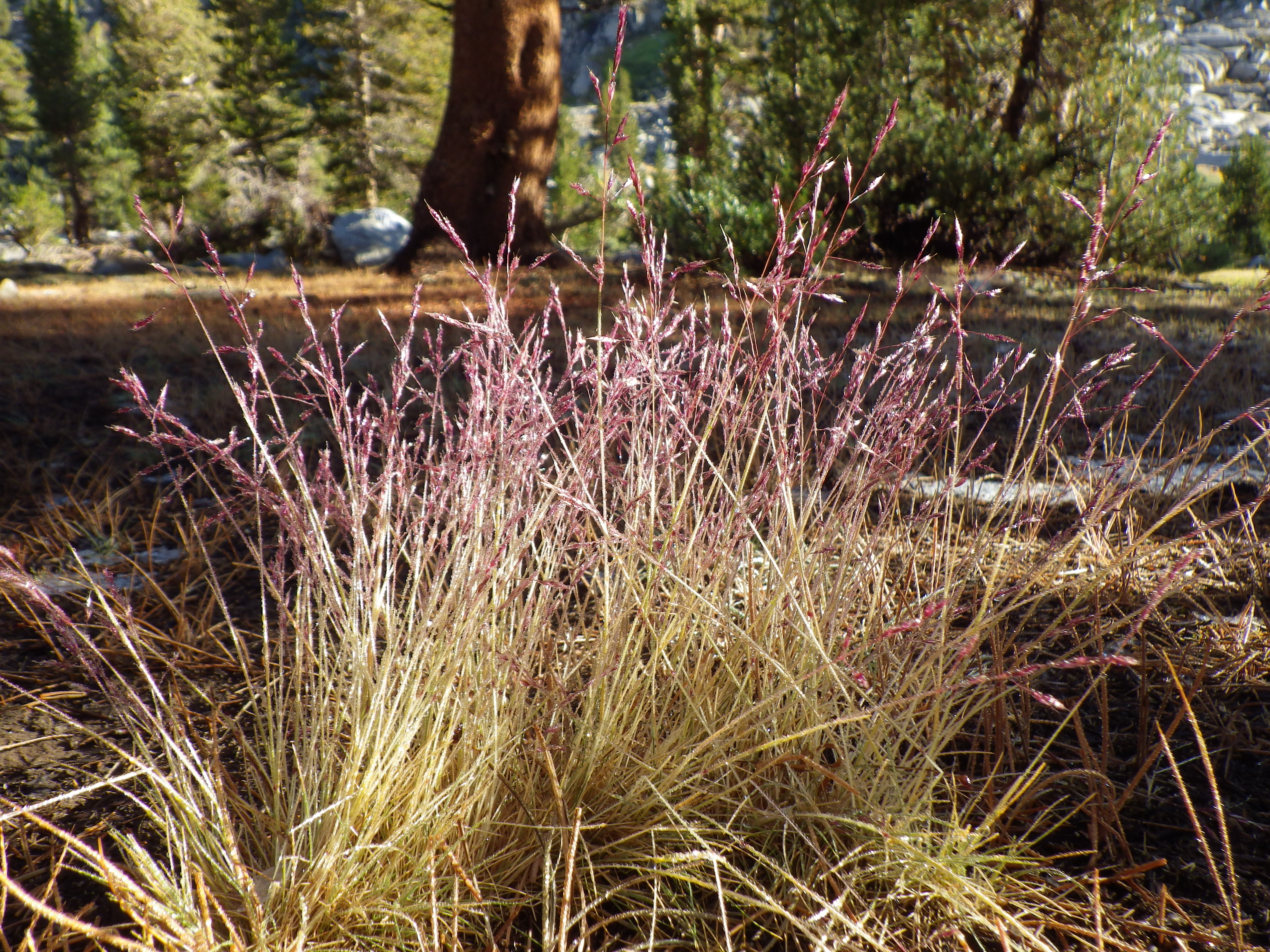
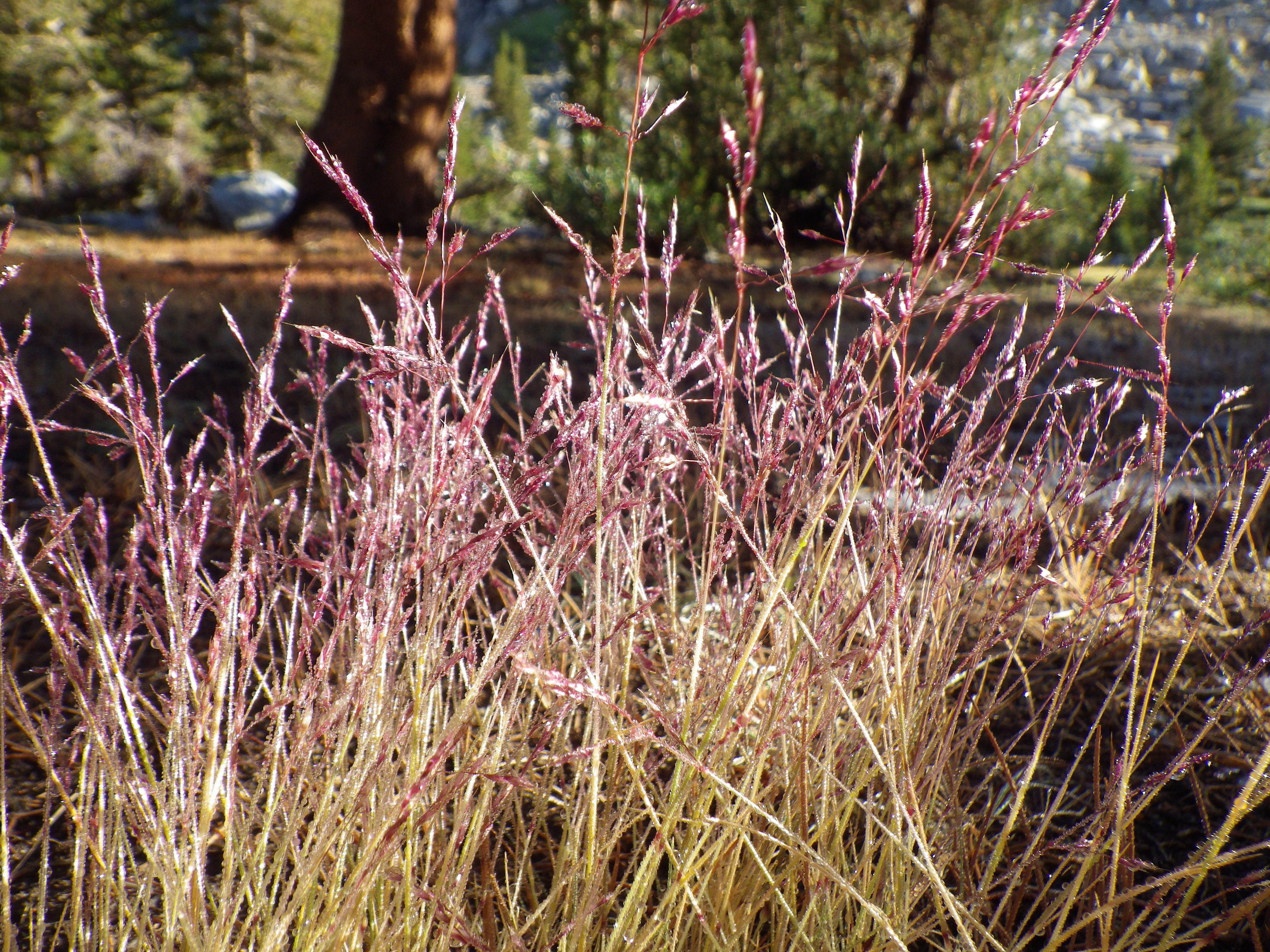
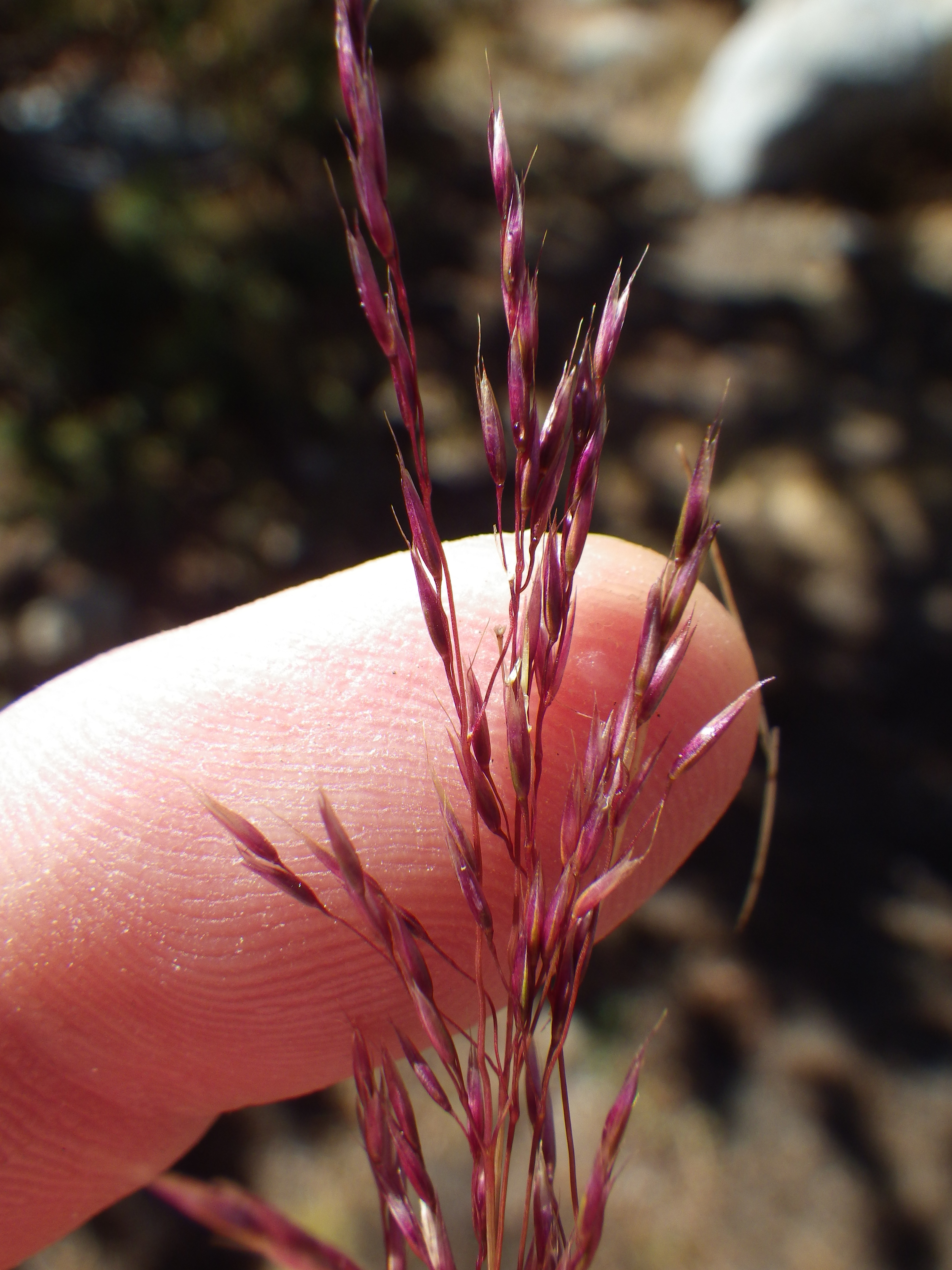